# Loes Geurts
Pour les articles homonymes, voir Geurts.
Loes Geurts est une joueuse de football néerlandaise, née le 12 janvier 1986 à Wûnseradiel aux Pays-Bas. Elle joue depuis 2018 au BK Häcken.

## Palmarès
- Avec l'AZ Alkmaar
  - Champion des Pays-Bas (3) en 2007-08, 2008-09, 2009-10.
  - Vainqueur de la Coupe des Pays-Bas (1) en 2010-11.
- En sélection
  - Vainqueur du Championnat d'Europe 2017.